# 利園山
利園山，又稱東角山 (East Point Hill)、怡和山（ 或者 Jardine's Hill）是香港的一座已消失的山丘，位於香港島銅鑼灣以西南。範圍包括波斯富街以東，軒尼詩道及渣甸街以南，邊寧頓街以西，禮頓道以北的區域。利園（Lee Garden 或 Lee Gardens）是該地區的另一名稱。

## 歷史

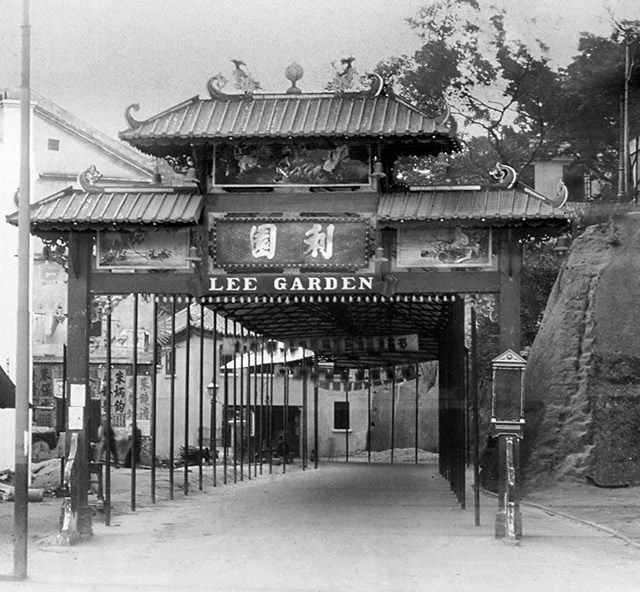
1920年代的利園牌坊

該山丘古稱鵝頭山，呼應其西面的一條溪澗——鵝頸澗。

### 購入山丘
19世紀初期，該山丘連同其北面的東角，屬於渣甸勿地臣洋行（現譯名：怡和洋行）所有，因此該山曾被命名為渣甸山（香港島另有一座同以渣甸命名的渣甸山）。1923年，香港商人利希慎以380萬港元購入山丘，命名為利園山，本欲發展成鴉片煙廠，但由於1927年日內瓦會議議決禁售鴉片煙，最後改為發展物業。

### 物業發展
雖然1928年利希慎身故，但該區被後人發展為利園遊樂場、利園酒家等。1950年代，山丘被夷平:121 ，興建新寧樓、使館大廈、嘉蘭大廈、崇明大廈:121、利園酒店（Lee Gardens Hotel）等等。另外還出售地段並建成現今的蟾宮大廈。

### 重建計劃
興利中心（Hennessy Centre）、新寧大廈、新寧閣則於1980年代興建，後再於2010年代，分別重建為希慎廣場及利園三期（Lee Garden Three）。而利園酒店，則於1990年代，拆卸重建為宏利保險大廈（現名利園一期；）。而利園二期，前稱嘉蘭中心，則是希慎興業重建原嘉蘭大廈、嶺英中學、並（重新）收購恩平道一帶舊樓而建成。

## 建築群

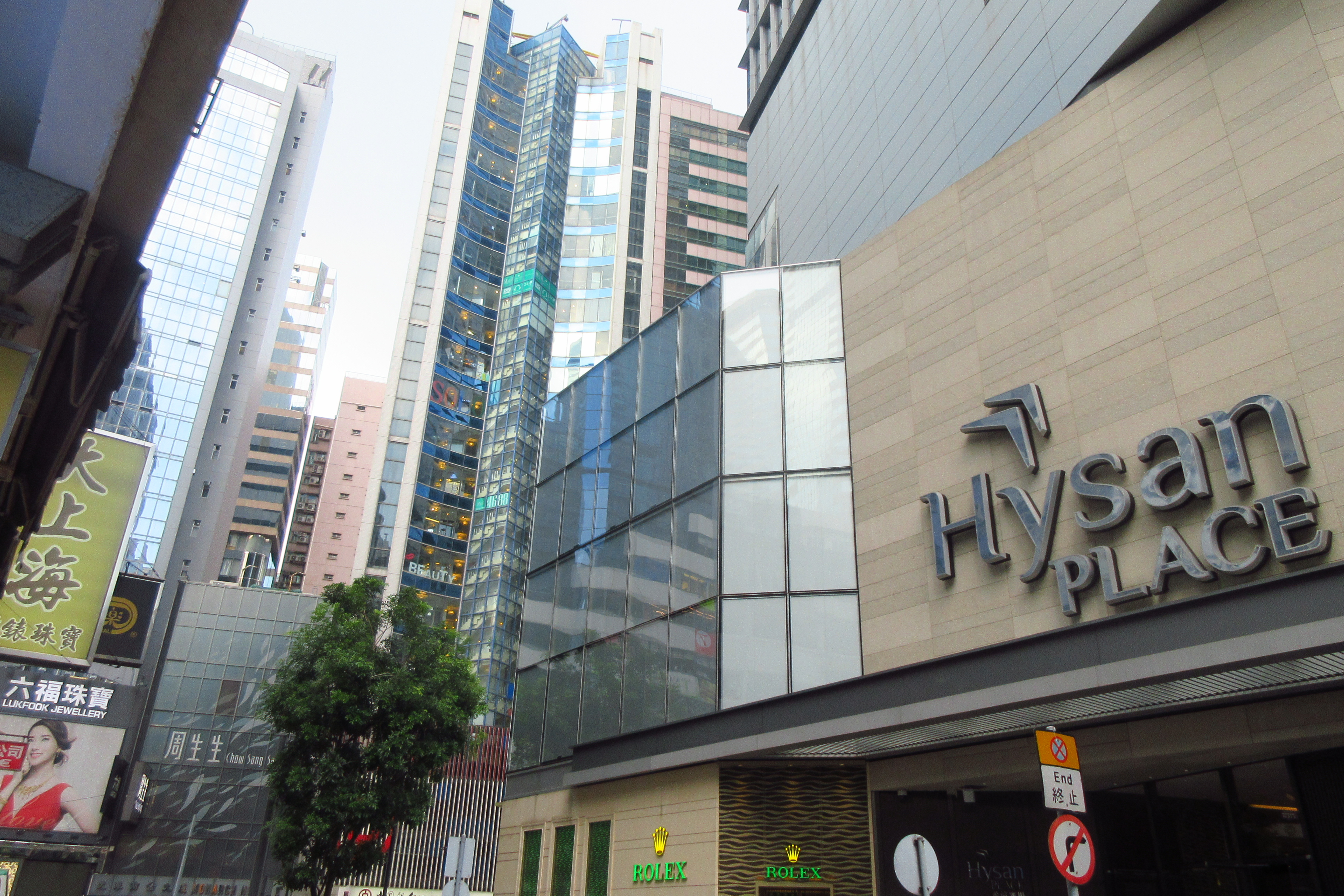
希慎廣場

### 希慎興業擁有
在該區，由希慎興業（及其母公司利希慎置業）興建，並仍然由希慎興業擁有的建築物計有利園一期、利園二期、利園三期、利園五期（舊名希慎道十八號）和利園六期（舊名禮頓道111號）等。希慎興業將該商場建築群（利園一至六期），命名為利園區、利園（Lee Gardens）。

### 非希慎興業擁有
而夾在希慎興業的物業：希慎廣場（利園山西北）、利園一至六期（利園山東、東南）、利舞台廣場（位於利園山西界波斯富街）、禮頓中心（位於禮頓道，毗鄰利舞臺）、希慎道壹號（利園山西）之間的一大片建築群，雖然土地來自利園山的移山造地，但並不常使用「利園」作為地址一部分，亦不是由希慎興業擁有。

## 區內街道
值得一提的，該區街道多以利希慎家族及廣東四邑而命名，例如希慎道、蘭芳道（紀念利希慎正室黃蘭芳）、開平道、恩平道、新會道、新寧道（以台山市舊稱新寧命名）、啟超道（以四邑名人梁啟超為命名）、白沙道（以四邑名人陳白沙為命名），以及以該山為命名的利園山道。

## 鄰近地標
- 渣甸坊
- 時代廣場 (香港)

## 外部連結
维基共享资源上的相關多媒體資源：利園山